# Géczy Gábor (fizikus)
Géczy Gábor (Csenger, 1963. február 6. – 2021. január 11.) magyar fizikus, egyetemi oktató, Magfalva alapítója.

## Életpályája
Középiskolai tanulmányait az Eötvös József Gimnáziumban végezte el; 1981-ben érettségizett. 1989-ben diplomázott a Kossuth Lajos Tudományegyetem matematika–fizika szakán. 1990-ben akadémiai doktori ösztöndíjat nyert az Eötvös Loránd Tudományegyetem Természetföldrajz Tanszékére. 1993-ban diplomázott az Eötvös Lóránd Tudományegyetemen. 1995-ben saját céget alapított. Társalapítója volt a MAG (Mintaként Alkalmazott Gondviselés) szervezetnek 1997-ben. 2002-ben szervezett egy gyógyító tábort Gyimesben.

### Munkássága
Az egyetem alatt és után a debreceni Atommagkutató Intézet Radon Csoportjával geofizikai radioaktivitási vizsgálatokat folytatott. Eredményeit különböző hazai és nemzetközi folyóiratokban publikálták. Később az Eötvös Loránd Tudományegyetem Fizikai Földrajz Tanszékének külső oktatója volt.
Legismertebb munkássága a magyar népi természeti hagyományok, kultúra, gyógyászati megoldások felelevenítése és népszerűsítése köré szerveződött. 
A „MAG” mozaikszó a természet által a túlélés érdekében alkalmazott stratégiát tükrözi. Hitt abban, hogy az emberek önellátóvá válnak, és a hagyományos paraszti gazdálkodást hangsúlyozta mint a nagy ellátórendszerektől való függetlenedés eszközét. Ez az életmód nemcsak egészséges, tiszta ételeket és kényelmes otthont biztosított, hanem a közösségi kötelékeket is elősegítette.